# Ardita (azienda)
La casa automobilistica Ardita fu costituita a Milano nel 1918 grazie all'ingegnere milanese Alfredo Gallanzi che alla fine della prima guerra mondiale aveva aperto nel capoluogo lombardo un salone per la vendita di auto usate.

## Storia
Poiché gli affari andavano molto bene, Gallanzi decise di a costruire una propria autovettura, acquistando da Antonio Chiribiri i diritti per costruire su licenze del modello Chiribiri Tipo II.
Vennero messi in cantiere due modelli, dotati rispettivamente di motorizzazioni da 8 e 10 hp, da cui i nomi di 8HP e 10HP. Si trattava di vetture piuttosto piccole (passo da 2450 mm e carreggiata di 1250 mm) che montavano motori a 4 cilindri, rispettivamente da 1108 e 1325 cm³, che riuscivano a spingere la vettura con 4 persone a bordo alla ragguardevole velocità per il tempo di 65 km/h.
Un'interessante soluzione tecnica montata sull'Ardita è stato il cambio separato dal motore e solidale con l'albero di trasmissione; tale soluzione venne ripresa anni dopo sulle vetture prodotte dalla Bianchi.
Per le scarse commesse l'attività chiuderà però alla fine dello stesso anno.

## Curiosità
Il nome Ardita verrà ripreso dalla FIAT nel 1933 per la Fiat 518 e nel 1934 per la Ardita 2500 conosciuta anche come Fiat 527.